# Pyrrolidin
Pyrrolidin, též tetrahydropyrrol, je heterocyklická sloučenina tvořená nasyceným petičlenným cyklem s jedním atomem dusíku. Dá se považovat za cyklický sekundární amin. Tato bezbarvá kapalina je mísitelná s vodou a většinou organických rozpouštědel. Přidáním dalších funkčních skupin k samtotnému pyrrolidinu lze odvodit mnoho substituovaných pyrrolidinů.

## Příprava a výskyt

Nikotin se skládá z pyridinu a N-methylpyrrolidinu.

Pyrrolidin se připravuje reakcí butan-1,4-diolu s amoniakem za použití oxidového katalyzátoru.
Řada derivátů pyrrolidinu se vyskytuje v přírodě v alkaloidech jako jsou například nikotin a hygrin. Pyrrolidin je rovněž součástí některých léčiv jako jsou procyklidin a bepridil. Také tvoří základ racetamových sloučenin (například piracetamu a aniracetamu). K derivátům pyrrolidinu patří rovněž aminokyseliny prolin a hydroxyprolin.

## Reakce
Pyrrolidin je zásada, podobně silná jako ostatní dialkylaminy. Od klasických sekundárních aminů se liší svou cyklickou strukturou.
Pyrrolidin se používá jako základní surovina při syntéze složitějších organických sloučenin, například pro aktivaci ketonů a aldehydů k nukleofilní adici tvorbou enaminů.